# 新宇宙戦艦ヤマト
『新宇宙戦艦ヤマト』（しんうちゅうせんかんヤマト）は、松本零士原作の漫画である。1990年代以降に『宇宙戦艦ヤマトシリーズ』の続編・新シリーズとして発表された作品のうちの1つである。小学館の月刊誌『コミックGOTTA』の2000年4月号から連載されたが、同誌が2001年7月号で休刊となったため、そのまま連載終了となった。

## あらすじ
「宇宙戦艦ヤマト」が地球の危機を救ってから1000年の時が過ぎた。地球人類は高等生命体同士が争うことはもう無いと信じ、銀河全域へとその生存圏を拡大させていった。大型戦闘艦の戦いの時代は終わりを告げ、ヤマトの存在もまた人々の記憶から薄れ、消えつつあった。そんな時、突如として正体不明の移動性ブラックホールが多数出現。古代進32世（かつてのヤマトシリーズの主人公、古代進の32代目の子孫）が乗る戦艦「雪風」をはじめとする船団を飲み込む。「雪風」だけが寸前でワープして逃れて地球へ帰還するも、古代以外の乗員は全員消滅していた。そしてそれは謎の生命体の、地球への侵略の序曲に過ぎなかった。
この恐るべき事態を前にしても、地球軍の上層部は誰も危機感を抱かなかった。そんな中、1000年前のヤマト乗組員の子孫達のもとにメッセージが届く。「ヤマトへ来たれ」。今でもヤマトは存在し、この1000年に1度あるか無いかの危機に備えるための眠りについていた。そしてこの危機に際し、遂に伝説は目覚めた。時に西暦3199年、宇宙戦艦ヤマトはよみがえった。

## 作品解説

### 旧シリーズとの関連性
『さらば宇宙戦艦ヤマト 愛の戦士たち』もしくは『宇宙戦艦ヤマト2』以降のかつてのヤマトシリーズの続編作品とのストーリー上の繋がりについては、松本零士の独自の発想であり、西崎義展プロデューサーによる『宇宙戦艦ヤマトシリーズ』を踏襲するものではなかった。しかし、作中の地球防衛軍の司令官のセリフでオリジナルのヤマトの結末を「空間の概念も時間の概念も光重力の概念についてさえも無知な、それで何もかもこの宇宙さえ、自分で造ったと思い込んでいた男が1000年前に粉砕したはずだ……」と述べているシーンがあり、オリジナルのヤマトの最期の敵がどういう勢力（あるいは人物）であったかがわずかながらも示唆されているが、ハッキリとは示されていない。
なお、グレートヤマト艦橋に沖田艦長が乗り込んでいるが、古代が「32世」と名乗っているなど他のキャラクターがかつてのヤマトの戦士の子孫であることが明確であるのに対し、作中でそう語っている場面が無い。ちなみにヤマトシリーズ第1作で、沖田には息子がいたがガミラス帝国軍との戦いで戦死しているという設定となっていた。

### アニメ化構想
連載開始以前の時期より本作を原作とするアニメ作品を製作する構想があり、作家で当初製作に参加していた石川好が産経新聞社の月刊誌『正論』1999年12月号に寄稿した手記『特報!いま再び飛び立つ「宇宙戦艦ヤマト」』にて製作構想の発表の他、大まかなストーリー原案などが公開されていたが、それは松本が制作した漫画とは全くと言っていいほど大きく異なっていた。この企画は諸事情でOVA『大YAMATO零号』へと大幅な企画変更を余儀無くされており、主役の宇宙戦艦のデザインが本作に登場するグレートヤマトに酷似しており、登場キャラクターもヤマトシリーズのそれに酷似したものとなっている。

## 新宇宙戦艦ヤマト（グレートヤマト）
北極の大氷底海で1000年間眠っていた伝説の宇宙戦艦。1000年の間に拡大大改装が施され、かつてのヤマトよりもはるかに巨大な戦艦となっている。そのため大（グレート）ヤマトと呼ばれる。装甲に超硬化テクタイト板が使用され、地球上から発射されたビーム兵器をまったく受け付けないほか、武装面も上部の主砲塔が増設され、以前の上部の兵装は下部に移設され第3艦橋周りの強化が施されている。これにあわせ、第3艦橋は完全に第2の戦闘艦橋化されている。また、それらの武装や波動砲には回帰時空砲システムという未知のシステムが搭載されており、それらを使用した際の威力は移動性ブラックホールを消滅させるほどである。波動エンジンも以前のものより強力な複合双連となり、スピードアップも図られている。ゆえに最強となった。
諸元
- 全長：不明
- 重量：178,000トン
- 性能：1000年前のイスカンダル星航海時と比較して10倍との表記あり
- 主武装
  - 艦首波動砲：1門
  - 3連装主砲塔：上部5基、下部3基
  - 3連装副砲塔：上部2基、下部1基

## イメージアルバム
2000年9月にイメージアルバムとして『ETERNAL EDITION File No.0 交響組曲 新 宇宙戦艦ヤマト』が日本コロムビアより発売された。大半は宮川泰作曲のヤマトシリーズBGMを宮川泰・彬良親子が再編曲し録音されたもので、新曲として「移動性ブラックホールの驚異」「メタノイド」「ダークイーン」「羽黒妖」の各曲が制作された。このうち「移動性ー」はOVA『大YAMATO零号』においてメタノイド・ラッケン登場シーンのBGMとして流用されている。なお、『No.1』以降は音源をデジタルリマスター化した過去のヤマトシリーズの各アニメ作品の主題歌やBGMの楽曲が収録されていた。
なお、『YAMATO ETERNAL EDITION』シリーズCDは2012年2月15日に再発売されたが、それまでの間に『新宇宙戦艦ヤマト』についてその制作の中心となっていた松本零士が、一連の著作権抗争の中で事実上敗北した形で「ヤマト」関連の制作から身を引いたこともあって、No.0だけは復刻が見送られている。
以下は、No.0の曲目リストである。
1. 第一楽章 序曲・西暦3199年
「序曲」「元祖ヤマトのテーマ」
2. 第二楽章 暗黒女王ダークイーン
「移動性ブラックホールの驚異」「メタノイド」「ダークイーン」
3. 第三楽章 伝説の戦艦ヤマト(一)大宇宙戦記
「誕生」「夕陽に眠るヤマト」「回想」「都市帝国」「暗黒星団帝国-自動惑星ゴルバ」「大ディンギル帝国星」
4.第四楽章　伝説の戦艦ヤマト（二）威風堂々
「アンドロメダ」「新コスモタイガー」「二人のコスモゼロ」「第18機甲師団」「太陽のシンフォニー」「ファイナルヤマト・斗い」
5. 第五楽章 羽黒妖
6. 第六楽章 追想
「イスカンダル」「デスラー・孤独」「暗黒星団帝国」「別離」「神秘の星アクエリアス」
7. 第七楽章 グレートヤマト発進
「新銀河誕生」「出発」「明日への希望」
8. 最終章 大いなる愛～真赤なスカーフ（ピアノとバイオリン・ソロによる）
「大いなる愛」「真っ赤なスカーフ」

## 書誌情報
第2巻に収録された最終話は、単行本収録にあたって書き下ろしエピソードが追加されている。
- 単行本第1巻（ISBN 4-09-158101-3）
- 単行本第2巻（ISBN 4-09-158102-1）

単行本未収録分のエピソードは、小学館：INTERNET銀河鉄道999スペシャルコンテンツ 新宇宙戦艦ヤマトに掲載されている。